# Felipa Larrea
Felipa Larrea (Buenos Aires, 1 de mayo de 1810-Cañuelas, 18 de enero de 1910) fue una mujer afroargentina, considerada la última esclava afrodescendiente superviviente del período colonial en Argentina.
Nació en los albores de la Revolución de Mayo como hija de un matrimonio de esclavos pertenecientes al vocal de la Primera Junta Juan Larrea, y realizó trabajos de cuidado y servicio doméstico a lo largo de toda su vida. Dada la similitud entre el nombre de su padre y su primer amo, algunos descendientes pusieron en duda la paternidad de la esclava. Sirvió en casas de familias aristocráticas de la época como las de Joaquín del Pino, Marcó del Pont, Bernardino Rivadavia y Domingo Faustino Sarmiento. Fue testigo ocular del fusilamiento de Camila O'Gorman en 1848, a quien asistió en sus últimos momentos, y algunas fuentes aseveran que su testimonio oral fue fundamental para varias crónicas escritas por Sarmiento acerca del suceso.
En su temprana adultez se convirtió en una ciudadana libre y en 1833, contrajo matrimonio con otro esclavo, Ignacio Sibile Larrea, con quien tuvo 14 hijos y de quien finalmente enviudó en 1869. En su vejez se trasladó a la localidad bonaerense de Cañuelas, donde adquirió notoriedad luego de que su historia de vida fuera publicada en un artículo de la revista Caras y Caretas en 1909. Sobrevivió a todos sus hijos y su vida transcurrió en la extrema pobreza hasta su muerte en 1910, a la edad de 99 años. 
La figura de Larrea tomó resignificancia en los últimos años luego de que diversos grupos de activistas afroargentinos desmitificaran la idea de Argentina como una «nación blanca», y argumentaran que los conocimientos y el aporte de la fuerza de trabajo de la población negra fueron fundamentales en el desarrollo económico de la Argentina.

## Antecedentes y contexto social
A fines del siglo XVI y durante el XVII, llegaron los primeros africanos a Buenos Aires provenientes de la zona sur del Ecuador, Angola, Congo, Mozambique y del sudeste de África. Los esclavos, además de aportar fuerza de trabajo, poseían conocimientos sobre cuestiones medicinales, agrícolas, manejo de la madera y el hierro, motivo por el cual eran obligados a realizar las tareas más duras de la sociedad y representaban la principal mano de obra en las haciendas, ingenios y talleres artesanales. Los africanos habitaron Buenos Aires desde 1585 y su legado cultural es parte de la idiosincrasia argentina a tal punto que el dulce de leche, las achuras e inclusive las payadas, elementos claves de la argentinidad, tienen raíces africanas.
Entre 1777 y 1812, más de 700 barcos con 72 000 esclavos africanos ingresaron a los puertos de Buenos Aires y Montevideo, aunque muchos de ellos no llegaron con vida de los viajes debido a las paupérrimas condiciones de traslado. Hacia 1810, Buenos Aires tenía alrededor de 40 000 habitantes y un 20 % de la población era de origen africano. Para el momento de la Revolución de Mayo, la ciudad era diversa y no tenía una mayoría de población blanca, lo que comenzó a darse recién con las primeras olas inmigratorias europeas del proceso de Organización Nacional hacia 1860.
Así como todos los sectores bajos, los esclavos eran sometidos a duras condiciones de vida y solo alcanzaban la condición de libres si lograban comprársela al amo en el transcurso de su vida o si este consideraba que su esclavo estaba demasiado enfermo o viejo para continuar con las tareas domésticas. Además de las empresas que tuvieron el monopolio del asiento de esclavos, cuyo punto neurálgico se hallaba en la Estación de Retiro, la trata de personas enriqueció a un selecto grupo de familias que integraban la élite porteña a fines del período colonial y el inicio de la era independiente. El mestizaje, las guerras independentistas y la propagación de enfermedades producto del hacinamiento de los traslados diezmaron a la población negra en el correr del tiempo.

## Biografía

### Primeros años, matrimonio y vida de servicio doméstico (1810-1847)
Felipa Larrea nació el 1 de mayo de 1810 —24 días antes de la Revolución de Mayo que derivó en la declaración de la independencia argentina seis años más tarde— como la hija de Juan Larrea, un esclavo afroamericano, y de María Magdalena Rodríguez, una esclava africana nacida en Guinea Ecuatorial que estuvo al servicio de Patricio Salas. Su padre había sido comprado por el comerciante y político español Juan Larrea, cuyo apellido llevaba, y constan registros parroquiales de bautismo de al menos seis hijos más entre 1823 y 1833. Su padre apareció mencionado en una de las cartas que María Guadalupe Cuenca le envió a su esposo Mariano Moreno cuando este ya había muerto en alta mar: «En la otra carta te aviso todas las novedades, y para eso del sueldo, me dijo fray Cayetano que viera al mozo de Larrea para preguntarle quién seguiría dándome la mesada y cobrando el sueldo...». Dada la similitud entre el nombre de su padre con el de su primer amo, sus descendientes señalaron que el político pudo haber sido su progenitor, lo que convertiría a Felipa en parda. El político Larrea, que luego se convertiría en el último miembro sobreviviente de la Primera Junta, se suicidó el 20 de junio de 1847 sin dejar esposa ni descendencia conocidas.
Durante su niñez, Felipa fue comprada por Justa Visillac de Rodríguez, esposa de José Antonio Rodríguez. La familia Rodríguez era miembro de la Basílica de Nuestra Señora de la Merced, la congregación católica romana más antigua de Buenos Aires. Se crio en la Casa de Ejercicios Espirituales Sor María Antonia de la Paz y Figueroa, un convento que por entonces se estaba erigiendo en la intersección de las calles Independencia y Salta, en el barrio porteño de Constitución. Era común que las familias enviasen ahí a las niñas algunos días al año para meditar, ayunar o hasta mortificar la carne en el caso de purgar una falta grave.

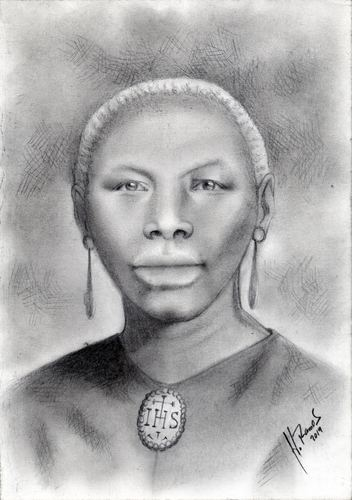
Felipa Larrea, retratada por Arturo Ramos.

Larrea realizó trabajos de cuidado y servicio doméstico a lo largo de toda su vida. Sirvió en las casas de Valentín Díaz, Josefa Lavalle y Marcó del Pont sucesivamente, y durante su temprana adultez, en los años previos a su casamiento, se convirtió en liberta. Continuó desempeñando cargos domésticos en diversas casas de familias aristocráticas de Buenos Aires, como las de Joaquín del Pino y Bernardino Rivadavia, primer presidente de la República Argentina. El 30 de julio de 1833, contrajo matrimonio con el esclavo Ignacio Sibile Larrea en la Parroquia de la Inmaculada Concepción, en la Avenida Independencia. Sibile Larrea, nacido en el Congo, también había estado al servicio de Juan Larrea y había servido como cocinero de Juan Galo de Lavalle. Además de prepararle la comida, debía probarla antes que el General, ya que este temía ser envenenado. El matrimonio fue contraído por ambos en condición de ciudadanos libres y todos sus hijos nacieron de igual modo gracias a la libertad de vientres declarada por la Asamblea del Año XIII del 31 de enero de 1813.
Los registros documentales difieren sobre el número exacto de hijos que tuvieron Felipa e Ignacio Sibile Larrea entre 1834 y 1854. El segundo censo nacional realizado en 1895 contabilizó 14 hijos, mientras que el primer censo nacional de 1869 y un artículo de Caras y Caretas de 1909 registraron 11 hijos, aunque es probable que algunos —como era habitual en esa época— murieran a temprana edad y fueran pasados por alto, tanto en los libros de actas de bautismo como en las respuestas brindadas por Larrea al oficial censor. Entre ellos, destacan María Luisa, Exequiela, Juana Petrona Telma, Simona del Rosario, Rita, Magdalena, Ventura del Carmen, Ignacio Mateo y Tomás Sibile Larrea —este último casado con María Crescención Martínez, prima segunda de Domingo F. Sarmiento—.

### Ejecución de Camila O'Gorman (1848)

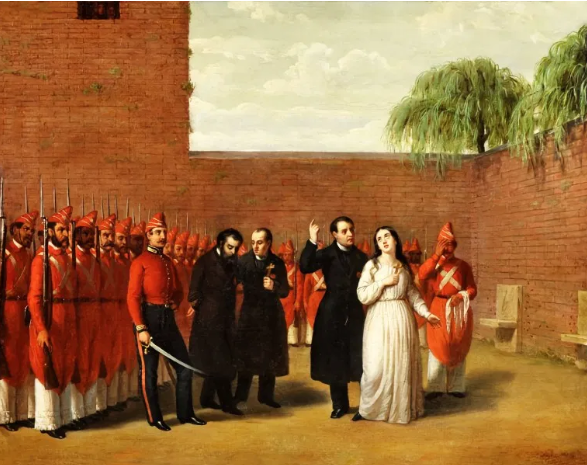
Ejecución de Camila O'Gorman, a quien Larrea consoló en las vísperas de su fusilamiento. Óleo sobre tela de 49 cm x 63 cm, firmado por F. Augero y fechado en Turín en 1858.

Larrea fue testigo directo de la ejecución de Camila O'Gorman, socialité argentina que había huido para casarse con el sacerdote de su capilla local, Ladislao Gutiérrez. Ambos se habían enamorado y abandonado a sus familias para escapar a Brasil, donde proyectaban construir una vida juntos. Cuando las autoridades detuvieron a la pareja en la provincia de Corrientes, el gobernador de Buenos Aires, Juan Manuel de Rosas, ordenó el fusilamiento de ambos ante el escándalo público por el quiebre de los votos de castidad de Gutiérrez y el comportamiento socialmente inaceptable de O'Gorman. Manuela Rosas, hija del Gobernador, era amiga de O'Gorman e intercedió por ella ante su padre sin éxito para evitar su sentencia, que finalmente se llevó a cabo el 18 de agosto de 1848. Se envió a la esclava Larrea para asistirla en el cuartel de Santos Lugares, donde también estaba su esposo Ignacio. La escritora Cristina Bajo narró esa experiencia en una novela histórica, Esa lejana barbarie (2017), que la citó en varios capítulos.
El biógrafo del comandante Antonino Reyes, Manuel Bilbao, indicó que O'Gorman estaba embarazada de Gutiérrez al momento de su fusilamiento dado que había recibido el bautismo por boca y, de acuerdo con el libro de Cristina Bajo y los reportajes brindados por su descendencia, Larrea —que había dado a luz a su hija Rita tres meses antes— pudo haber dado cuenta de eso al decirle que se compadecía y comprendía su estado.

### Vida posterior (1849-1910)
Su esposo murió el 2 de marzo de 1869 a los 70 años en una casa ubicada en la calle Chile 426 y la causa de muerte se registró como fiebre.
Larrea permaneció analfabeta durante toda su vida. Sus registros aparecen en el primer censo nacional de 1869 bajo la presidencia de Domingo Faustino Sarmiento. El libreto de censo se labró en la calle Perú 371 y 373, a escasos metros del solar de la casa de la familia de Encarnación Ezcurra, y asevera que no sabía escribir, que era de estado civil viuda, de «55 años» y de profesión planchadora. Algunos datos similares fueron relevados en el segundo censo nacional de mayo de 1895, bajo la presidencia de José Evaristo Uriburu, donde declaró tener «70 años», no saber leer ni escribir, haber tenido 14 hijos a lo largo de su vida y no contar con propiedad raíz.
Larrea sobrevivió a todos sus hijos, además de su marido y sus hermanos. Hacia fines de 1870, se trasladó con su última hija Magdalena a Cañuelas, Buenos Aires. Su traslado estuvo vinculado al establecimiento en el lugar del comerciante José Lino Aráoz —posteriormente intendente del partido—, quien conocía a Larrea desde su época de servidumbre en la casa de Rafaela de Vera y Mujica, viuda del virrey del Pino y suegra de Bernardino Rivadavia. Felipa y Magdalena convivieron juntas en una casa ubicada entre las calles Lara y Montesquieu, hasta el fallecimiento de esta última en 1909 a la edad de 59 años. A la muerte de su hija, sus nietos, que vivían en Barracas y realizaban trabajos ocasionales como jornaleros, se convirtieron en su única familia sobreviviente.

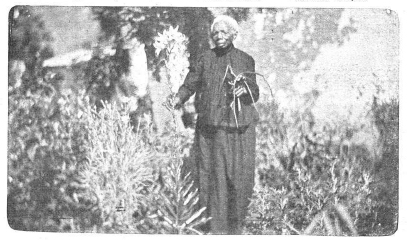
Larrea en el jardín de su casa de Cañuelas, 1909.

Felipa Larrea adquirió notoriedad tras aparecer en un artículo de la edición N.º 582 de la revista Caras y Caretas, publicado el 27 de noviembre de 1909. En él, describió sus desgracias y las dificultades que había enfrentado después de su emancipación, y comentó acerca de la extrema pobreza en la que había transcurrido toda su vida. El artículo describía a Felipa «en la mayor miseria, sin amparo alguno» y como conservadora de una «memoria prodigiosa», ya que podía recordar fácilmente una serie de acontecimientos históricos que había presenciado, como la ejecución de Camila O'Gorman en un pelotón de fusilamiento en 1848, del que «aún se estremecía de espanto y horror al evocar su recuerdo».
Sin el sostén económico de su hija, y a pesar de su avanzada edad, continuó trabajando en la más absoluta miseria. Casi dos meses más tarde, Larrea falleció en Cañuelas el 18 de enero de 1910 como consecuencia de una insuficiencia cardíaca, a los 99 años. Sus restos fueron enterrados en una parcela perteneciente al empresario local José Lino Aráoz en el cementerio municipal y, según los libros de actas, fue ingresada como «negra jornalera africana, viuda, de cien años». El predio del cementerio fue ocupado en 1931 por el Cañuelas Fútbol Club.

## Legado

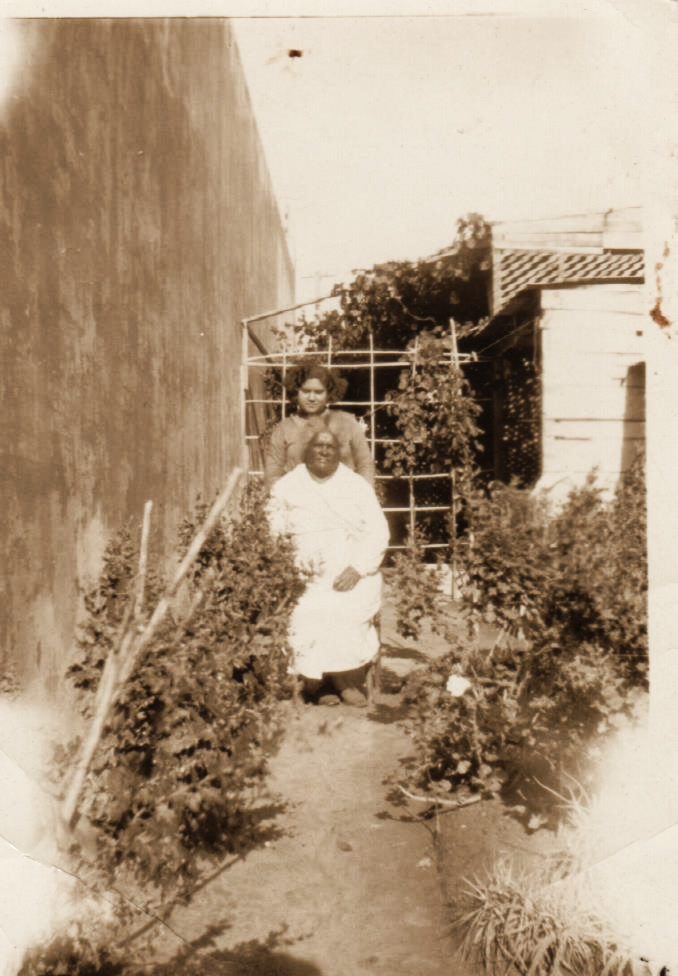
Parte de la descendencia de Felipa. Sentada, su nieta Ramona Larrea (1876-1938), junto a su hija, Mercedes Ramona. Fotografía de los años de 1920 o 1930.

En los últimos años, la vida y la época de Felipa han sido evocadas por grupos activistas afroargentinos que buscan borrar la idea que concibe a la Argentina como una «nación blanca», en la que la población afroargentina ha desaparecido o no ha tenido injerencia en la historia. El activista Carlos Álvarez Nazareno remarcó en ese sentido que durante décadas se empeñó en construir una identidad nacional basada principalmente en la herencia europea, y se obvió el aporte crucial de los esclavos y sus descendientes en el desarrollo económico, cultural y político de la Argentina.
En 2022, el Concejo Deliberante de Cañuelas nombró una calle en honor a Larrea. La esclava trabajó muchos años en la casa de Domingo Faustino Sarmiento y, de acuerdo con Infobae, sus relatos orales del fusilamiento de Camila O'Gorman pudieron haber inspirado a Sarmiento en la redacción de dos artículos, «Camila O'Gorman», publicado en Crónica de Montevideo el 26 de agosto de 1849, y «Suplicio de Camila O'Gorman», publicado en El Nacional el 13 de julio de 1857.
Página/12 publicó una semblanza de Larrea: 

«Felipa es la encarnación de una herencia colonial que no solo estructuró nuestros Estados en el continente, sino que tiene su reflejo en este siglo como perpetuación de la desigualdad social. En ella raza, género y trabajo se expresan tan cabalmente que hasta su nacimiento, el 1° de mayo de 1810, según indica la nota, adquiere hoy un significado distinto frente a los debates actuales de los feminismos negros en torno a las políticas sobre las tareas domésticas, y el enfoque que suelen darle los Estados en nuestra región a este tema».

Jonatan Perdernera, en una reseña para un diario local, manifestó: «Su cara es el lienzo de una etapa. Basta con mirarla una y otra vez. La postal de agotamiento en una etapa donde los negros arribaban de contrabando, algunos —con suerte— llegaban...». La historia de Larrea fue una de las que recogió la escritora Emilia Zavaleta para su libro Mulanas, señalando que «nuestro pasado nos permite comprender nuestro presente y armar un mejor futuro y, sin las mujeres, no se puede entender el engranaje cultural de Latinoamérica».
En 2023, el antropólogo Norberto Pablo Cirio de la Universidad Nacional de La Plata entrevistó a los descendientes de Larrea, Ariel Alberto y Miriam Valeria Ortiz, como parte de una investigación que indaga sobre los posibles orígenes africanos de Mama Antula, en cuyo convento homónimo se crio Larrea.